# Gujana na Letnich Igrzyskach Olimpijskich 2024
Gujana na Letnich Igrzyskach Olimpijskich 2024 – występ kadry sportowców reprezentujących Gujanę na igrzyskach olimpijskich, które odbyły się w Paryżu we Francji, w dniach 26 lipca – 11 sierpnia 2024.
Reprezentacja Gujany liczyła pięcioro zawodników – trzy kobiety i dwóch mężczyzn, którzy wystąpili w 3 dyscyplinach.
Był to dziewiętnasty start Gujany na letnich igrzyskach olimpijskich.

## Reprezentanci

### Lekkoatletyka
| Zawodnik          | Konkurencja       | Runda 1 | Runda 1 | Runda 2 | Runda 2 | Półfinał | Półfinał | Finał | Finał   | Źródło |
| Zawodnik          | Konkurencja       | Wynik   | Miejsce | Wynik   | Miejsce | Wynik    | Miejsce  | Wynik | Miejsce | Źródło |
| ----------------- | ----------------- | ------- | ------- | ------- | ------- | -------- | -------- | ----- | ------- | ------ |
| Emanuel Archibald | bieg na 100 m (m) | 10,40   | 8.      | N/A     | N/A     | NQ       | NQ       | NQ    | NQ      | [ 1 ]  |
| Aliyah Abrams     | bieg na 400 m (k) | 51,55 · | 5.      | 51,84   | 5.      | NQ       | NQ       | NQ    | NQ      | [ 2 ]  |

### Pływanie
| Zawodnik      | Konkurencja            | Eliminacje | Eliminacje | Półfinał | Półfinał | Finał | Finał | Źródło |
| Zawodnik      | Konkurencja            | Czas       | Poz.       | Czas     | Poz.     | Czas  | Poz.  | Źródło |
| ------------- | ---------------------- | ---------- | ---------- | -------- | -------- | ----- | ----- | ------ |
| Raekwon Noel  | 400 m st. dowolnym (m) | 4:02,29    | 34.        | N/A      | N/A      | NQ    | NQ    | [ 3 ]  |
| Aleka Persaud | 100 m st. dowolnym (k) | 1:01,29    | 28.        | NQ       | NQ       | NQ    | NQ    | [ 4 ]  |

### Tenis stołowy
| Zawodnik        | Konkurencja        | Eliminacje       | Runda 1          | Runda 2          | Runda 3          | 1/8 finału       | Ćwierćfinały     | Półfinały        | Finał            | Finał   | Źródło |
| Zawodnik        | Konkurencja        | Przeciwnik Wynik | Przeciwnik Wynik | Przeciwnik Wynik | Przeciwnik Wynik | Przeciwnik Wynik | Przeciwnik Wynik | Przeciwnik Wynik | Przeciwnik Wynik | Pozycja | Źródło |
| --------------- | ------------------ | ---------------- | ---------------- | ---------------- | ---------------- | ---------------- | ---------------- | ---------------- | ---------------- | ------- | ------ |
| Chelsea Edghill | gra pojedyncza (k) | Hanffou P 1-4    | NQ               | NQ               | NQ               | NQ               | NQ               | NQ               | NQ               | 65.     | [ 5 ]  |